# Мочидли (Сім'ятицький повіт)
Мочидли (пол. Moczydły) — село в Польщі, у гміні Сім'ятичі Сім'ятицького повіту Підляського воєводства.
Населення — 72 особи (2011).
У 1975-1998 роках село належало до Білостоцького воєводства.

## Демографія
Демографічна структура станом на 31 березня 2011 року:
|          | Загалом | Допрацездатний вік | Працездатний вік | Постпрацездатний вік |
| -------- | ------- | ------------------ | ---------------- | -------------------- |
| Чоловіки | 38      | 8                  | 25               | 5                    |
| Жінки    | 34      | 5                  | 20               | 9                    |
| Разом    | 72      | 13                 | 45               | 14                   |